# Bulbophyllum fletcherianum
Espèce
Statut CITES
Bulbophyllum fletcherianum est une espèce de plantes à fleurs de la famille des Orchidaceae (les orchidées), du genre Bulbophyllum et de la sous-famille des Epidendroideae. Elle est rare et endémique de Papouasie, plus particulièrement du sud de la Nouvelle-Guinée. C'est une plante généralement épiphyte, mais elle peut aussi se comporter comme une lithophyte. Elle nécessite un environnement très humide, car elle est originaire des forêts tropicales chaudes où elle pousse sur des troncs ou des branches mousseuses, ainsi que sur des roches couvertes d'humus.

## Description
Bulbophyllum fletcherianum est une des orchidées les plus grandes du monde, puisque ses feuilles oblongues atteignent 1 mètre de moyenne et parfois 1,8 mètre, à partir d'un pseudobulbe. Ses fleurs sont d'un rouge brunâtre à pourpre et exhalent un parfum qui attirent les silphidés pour leur pollinisation.
L'individu récolté dans les années 1970 en Papouasie-Nouvelle-Guinée et qui se trouve au jardin botanique royal de Melbourne a fleuri trois fois, en 1982, en 2002 et en 2005.

## Taxonomie
Son nom lui a été donné en hommage à un directeur du jardin botanique d'Édimbourg de la fin du XIXe siècle (Fletcher).
Synonymes:
- Cirrhopetalum fletcherianum (Pearson) Rolfe, 1915
- Bulbophyllum spiesii Garay, 1990